# Bitwa pod Jezierną
Bitwa pod Jezierną – starcie zbrojne do którego doszło w dniach 10–12 listopada 1655 podczas wojny polsko-rosyjskiej (1654–1667). 
W czasie odwrotu spod Lwowa, cała armia rosyjsko-kozacka Bohdana Chmielnickiego, Wasyla Buturlina i Piotra Potemkina została otoczona przez potężną armię chana krymskiego Mehmeda IV Gireja i wspomagające ją wojska koronne wojewody Piotra Potockiego. 

## Geneza
Podczas oblężenia Lwowa sytuacja wojsk polsko-litewskich w regionie była bardzo zła, ponieważ po klęsce hetmana wielkiego koronnego Stanisława „Rewery” Potockiego w bitwie pod Gródkiem Jagiellońskim wojska rosyjsko-kozackie dotarły aż pod Lublin, a w tym czasie rozpoczął się już potop szwedzki. Sytuacja zmieniła się, gdy 27 października okazało się, że chan wraz z Tatarami krymskimi, nogajskimi, białogrodzkimi i oczakowskimi najechał terytoria opanowane przez Kozaków zaporoskich, a wkrótce polski oddział wojewody Piotra Potockiego połączył siły z oddziałami chana. 
Z uwagi na fakt, że główne siły armii rosyjsko-kozackiej znajdowały się w pobliżu Lwowa, stworzono realne zagrożenie dla ziem ukraińskich. Hetman Chmielnicki i bojar Buturlin postanowili zakończyć oblężenie Lwowa zadowalając się okupem i wyruszyć w kierunku oddziałów tatarsko-polskich. Do pierwszego starcia doszło 8 listopada, gdy wojska rosyjsko-kozackie były jeszcze w drodze i Tatarzy próbowali bez powodzenia zaatakować oddziały kniazia Grigorija Romodanowskiego. 9 listopada 1655 armia rosyjsko-kozacka zbliżyła się do Jeziernej i zaczęła przeprawę na drugą stronę rzeki. Pierwsze przekroczyły ją kozackie oddziały Chmielnickiego.

## Bitwa
W dniu 10 listopada, kiedy Kozacy już przeszli i Buturlin zaczął przeprawę, zaatakowali Tatarzy, którzy po całodziennych walkach zostali odparci. W dniu 11 listopada wojska rosyjsko-kozackie stanęły w pobliżu miasteczka Jezierna. Chan wysłał parlamentariuszy do Chmielnickiego, żądając zerwania sojuszu z Carstwem Rosyjskim i poddania mu wojsk rosyjskich. Wobec odmowy wojska tatarskie zaatakowały ponownie 12 listopada, jednak walki nie przyniosły rozstrzygnięcia wobec czego ponownie rozpoczęto rozmowy. W rezultacie wojska rosyjskie wypuszczono za okupem, a Bohdan Chmielnicki został zmuszony 23 listopada 1655 do podpisania traktatu, zobowiązującego go do udzielenia pomocy zbrojnej Rzeczypospolitej oraz do zerwania związków z Rosją. Wszystkie zdobyte przez Rosjan i Kozaków łupy, także te z Lubelszczyzny, dostały się w ręce Tatarów.